# Molophilus translucens
Molophilus translucens là một loài ruồi trong họ Limoniidae. Chúng phân bố ở miền Australasia.